# Río Yorkin
El río Yorkin o Yorkín es un afluente del río Sixaola y marca parte de la frontera entre Costa Rica y Panamá.
Se encuentra en la cuenca media del Sixaola y nace en la Cordillera Central en el lado lado panameño, en el corregimiento de Las Delicias, distrito de Changuinola, y recorre por la línea fronteriza hasta encontrarse con el Sixaola. En sus orillas existen algunas comunidades indígenas de la etnia bribri, tales como Yorkín (Costa Rica) y El Guabo (Panamá).
Según el Tratado Echandi-Fernández de 1941, ambos países tienen derecho de libre navegación por el Yorkin hasta el paralelo 9°30′ N.
Debido a las constantes inundaciones del río, su curso se modifica con frecuencia, lo que genera confusión entre los pobladores, ya que estos cambios implican variaciones en la línea fronteriza.